# Carioca (brano musicale)
Carioca è una canzone scritta da Edward Eliscu e Gus Kahn e musicata da Vincent Youmans nel 1933 e fu eseguita per la prima volta nell'omonimo film (Flying Down to Rio) diretto da Thornton Freeland. Mentre il brano era già divenuto uno standard jazz, si era cercato di creare un nuovo ballo come un misto di samba, maxixe, foxtrot e rumba, ma il ballo non riscosse successo.

## Cinema
Nel film del 1933, mentre Alice Gentle, Movita Castaneda e Etta Moten cantano, la coppia di ballerini Fred Astaire e Ginger Rogers danzano e registrano la loro prima apparizione sullo schermo come coppia.
Il brano fu inserito nella colonna sonora del film francese del 1994 La Cité de la peur di Alain Berberian nella versionbe di Gérard Darmon.